# Rue de Bielany
La rue Bielańska  (en polonais : Ulica Bielańska) est une voie de Varsovie.

## Situation et accès
Cette rue située dans l'arrondissement de Śródmieście (Centre-ville) s'étend de la rue Senatorska à la rue Dluga.

## Origine du nom
Il s'agit d'un fragment de l'ancienne route menant à l'église et au monastère de l'ordre des Camaldules à Bielany, où se rendaient après 1673 les pèlerins qui avaient une vénération particulière pour la peinture de saint Bruno de Querfurt. 

## Historique
Les premiers bâtiments de la rue étaient des hôtels particuliers en bois, apparus dès la première moitié du XVIIe siècle. La première maison en brique a été construite en 1788. 
Un peu plus tard, au début du deuxième quart du XVIIIe siècle, un palais a été construit dans la rue Bielańska pour l'évêque Teodor Potocki, abritant la Monnaie de Pologne (pl) sous le règne de Stanislas II. Un autre palais, toujours conservé, a été érigé pour Jan Jerzy Przebendowski (pl) vers 1727 et reconstruit par le constructeur Wojciech Bobiński dans les années 1863-1868 pour Jan Kazimierz Zawisza.
Lors de la défense de Varsovie en septembre 1939, certains bâtiments ont été détruits. De novembre 1940 à mars 1942, une courte section du côté impair de la rue Bielańska formait la frontière orientale du ghetto de Varsovie, comme le commémore l'un des monuments commémoratif les limites du ghetto. Le 26 mars 1943, à l'intersection des rues Bielańska, Dluga et Nalewki (pl), se déroule l'opération Arsenal. En 1944, presque tous les bâtiments de la rue sont partiellement démolis lors des violents combats pendant l'insurrection de Varsovie, en particulier le bâtiment de l'ancienne Banque nationale de Pologne qui, transformée en redoute, a été défendue du 1er août au 21 septembre 1944 par le bataillon Lukasinski (pl) de l'Armée de l'Intérieur polonaise.

La rue Bielańska
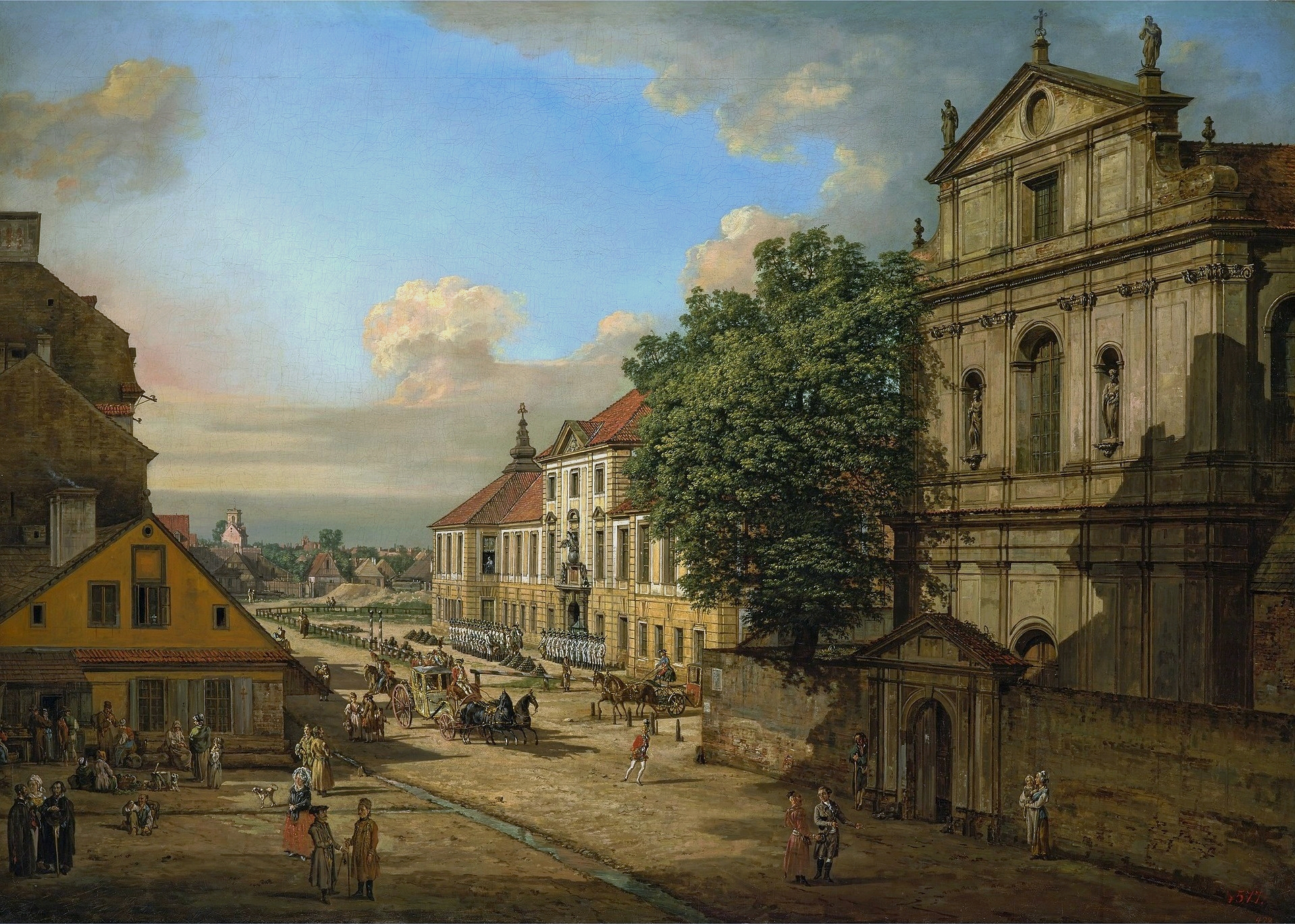
À la fin du XVIIIe siècle, vue de l'arsenal et de l'église des Brigites (pl)
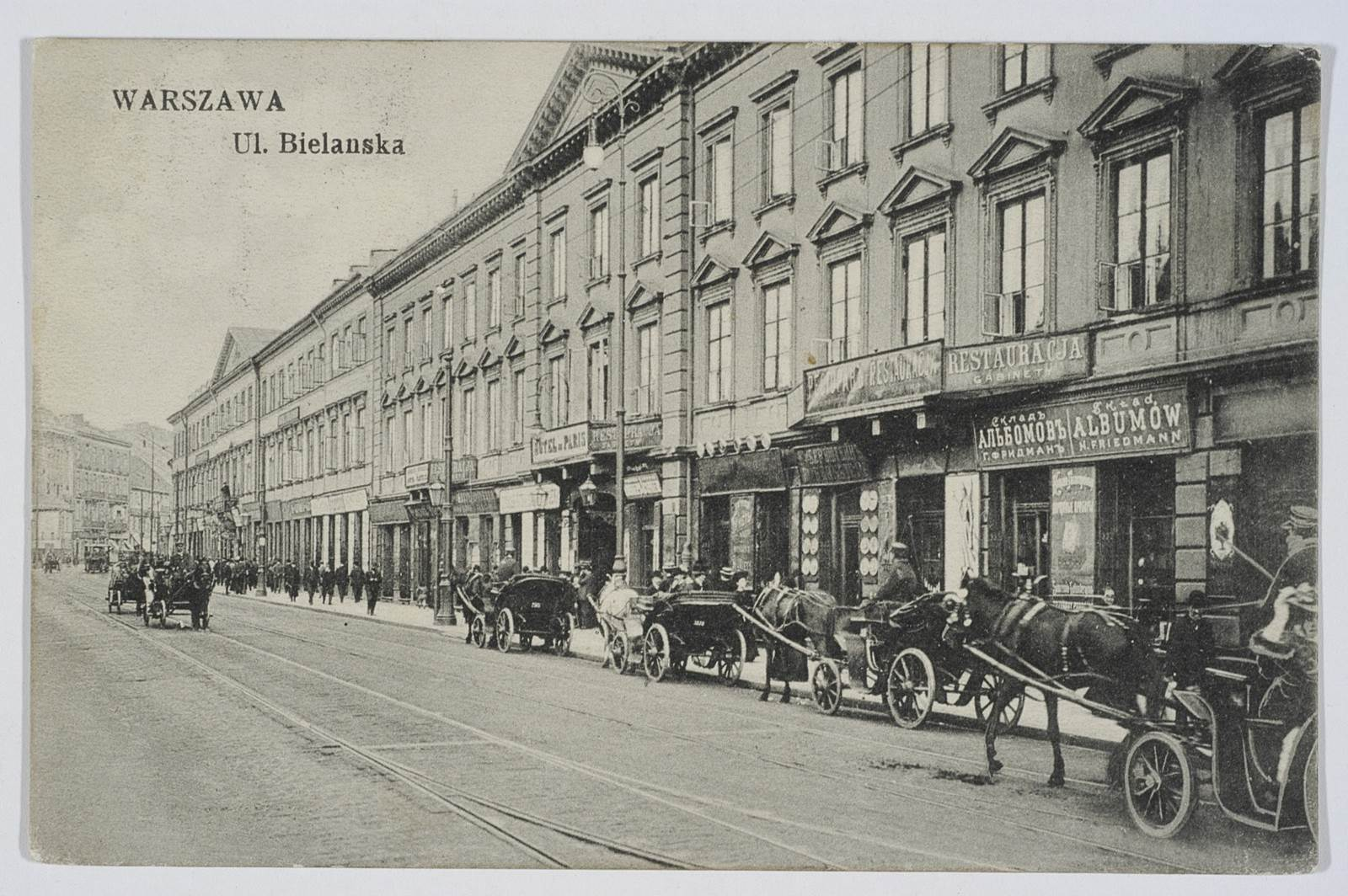
En 1913
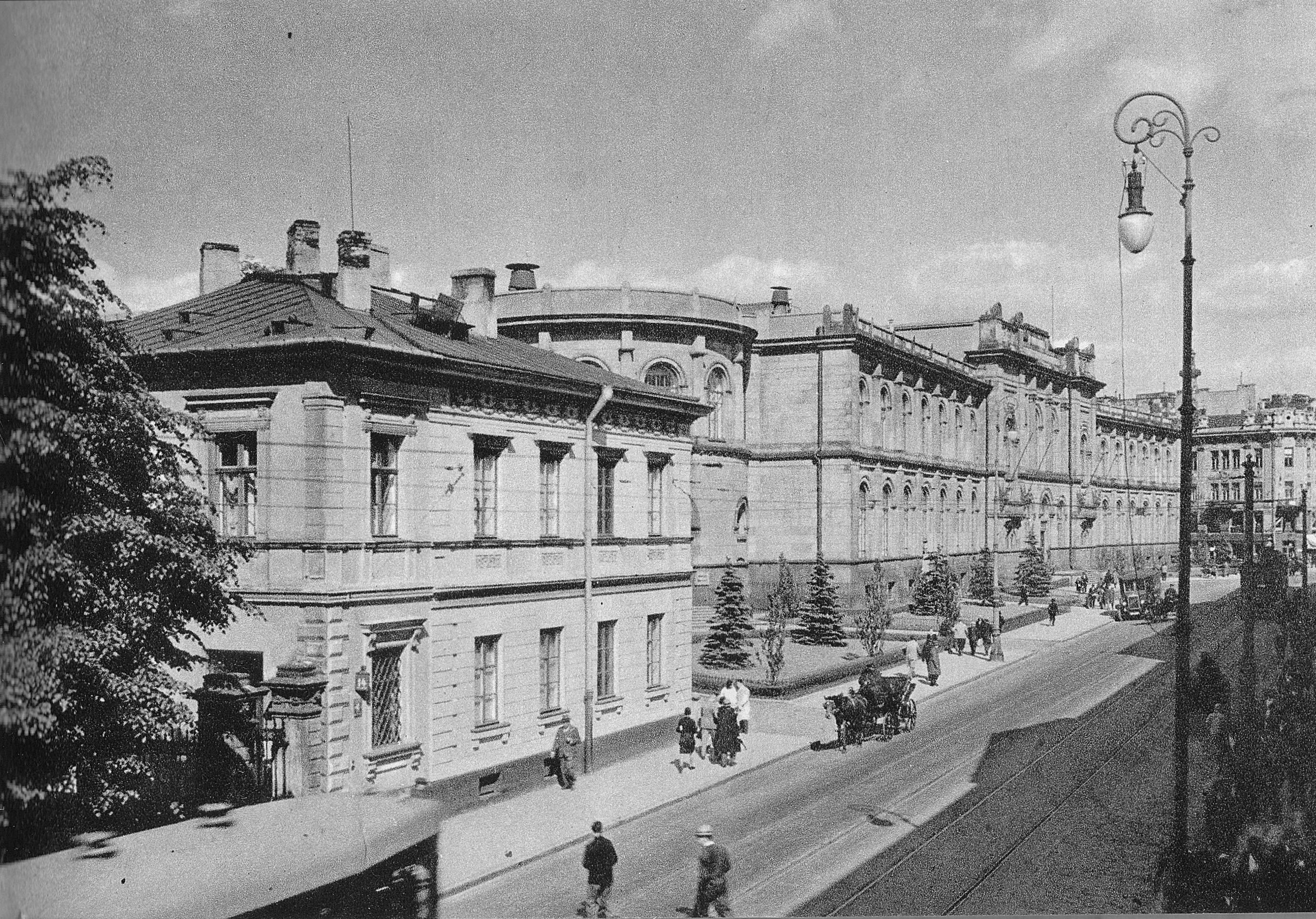
Avant 1939, vue sur la place du Théâtre

## Bâtiments remarquables et lieux de mémoire
- L'ancienne Banque nationale de Pologne

La banque nationale de Pologne
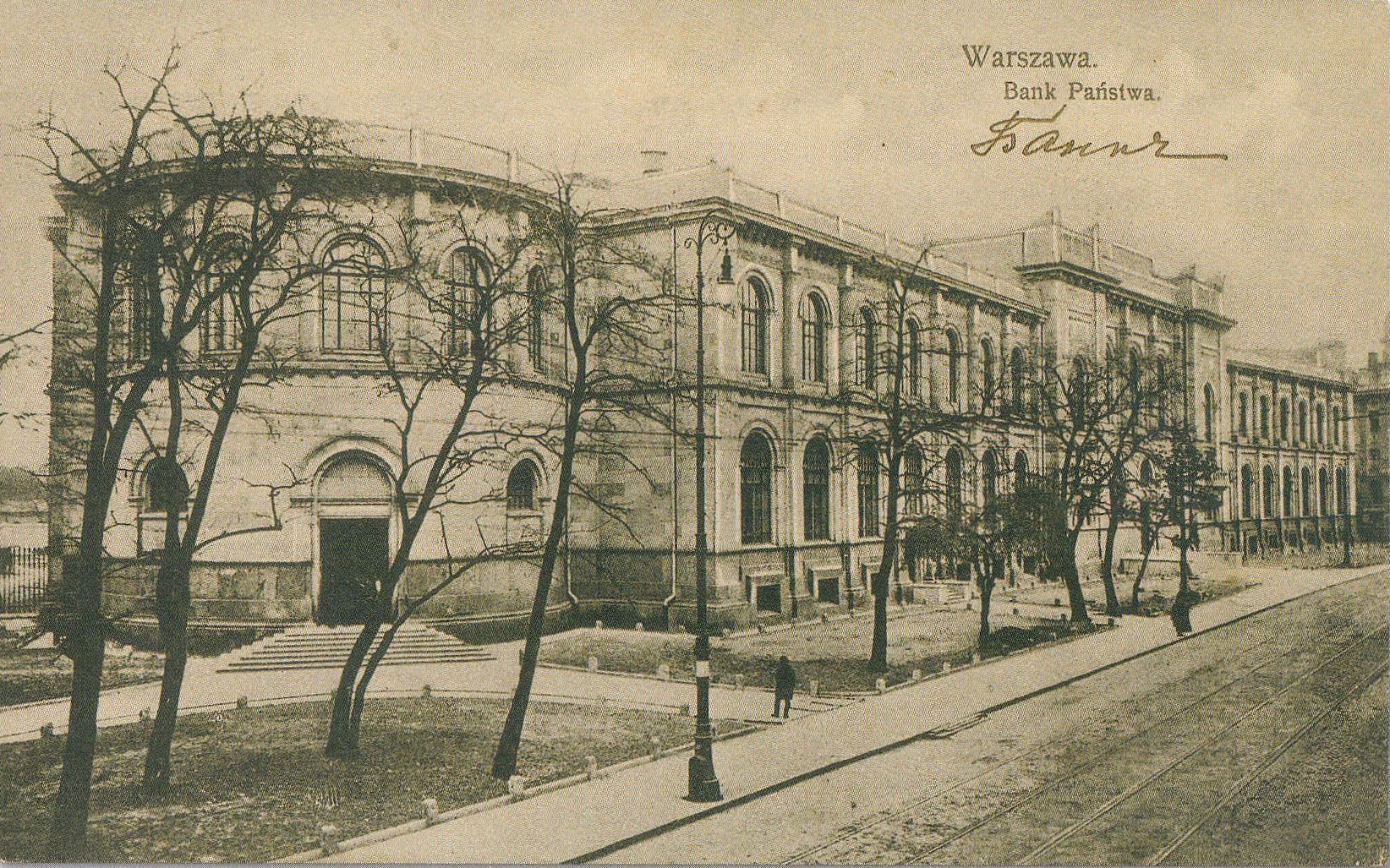
Vue de la rue Dluga, avant 1914
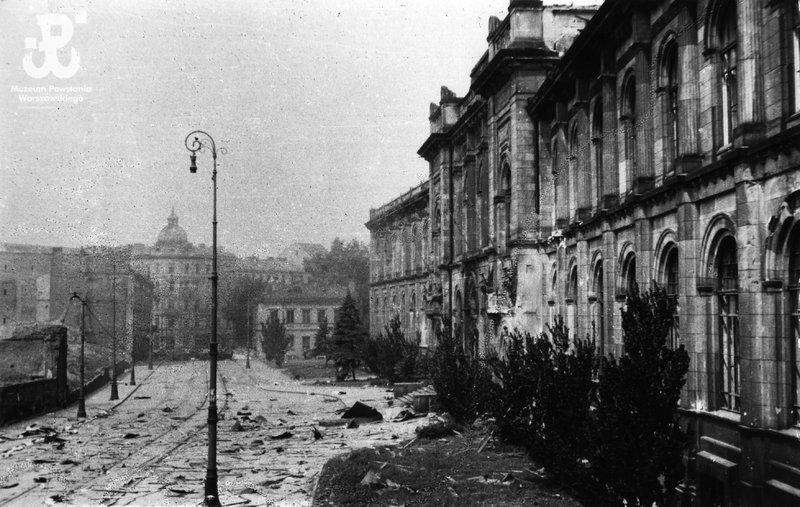
Pendant l'insurrection de Varsovie, en 1944
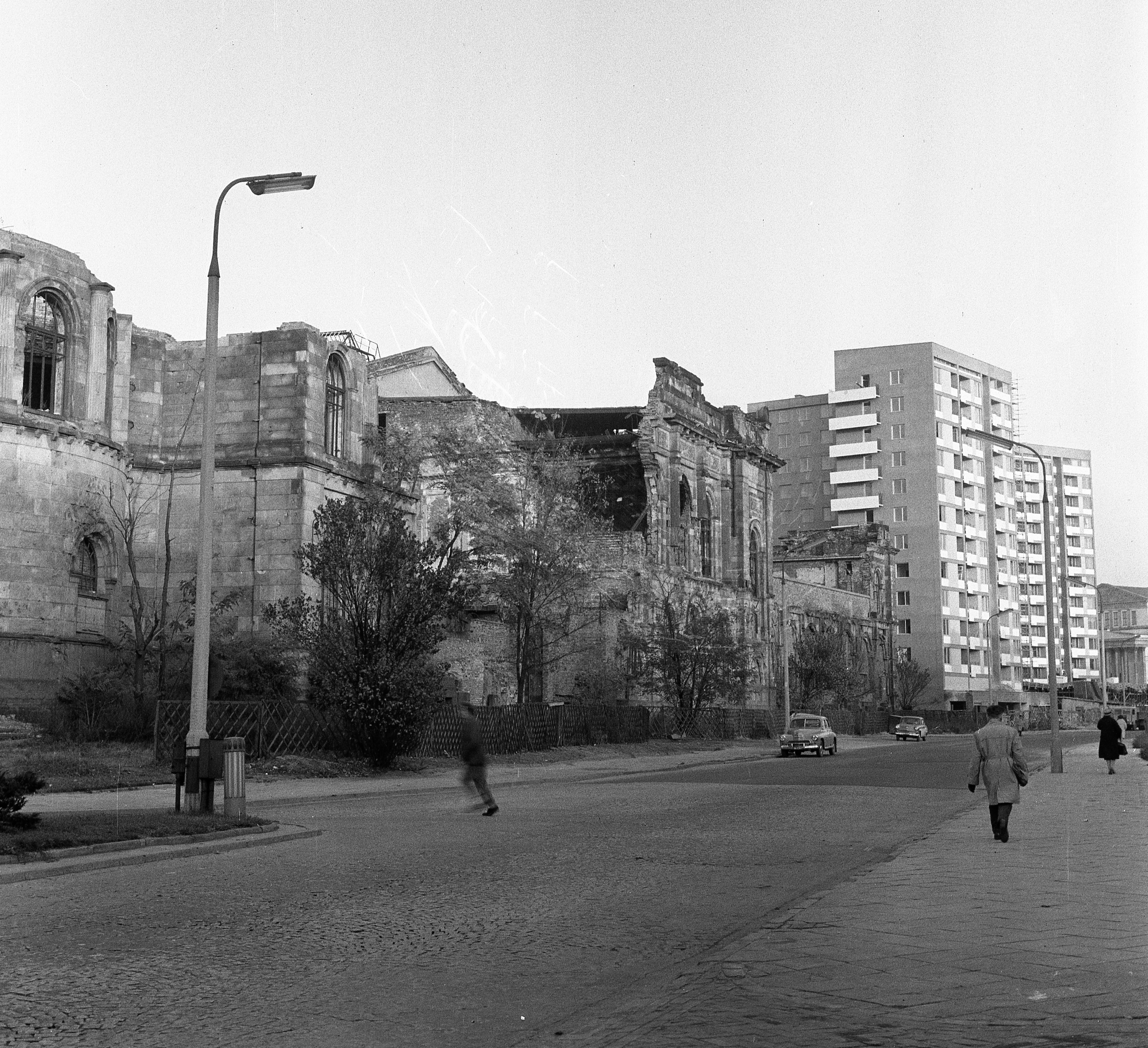
Avant sa démolition, dans les années 1960
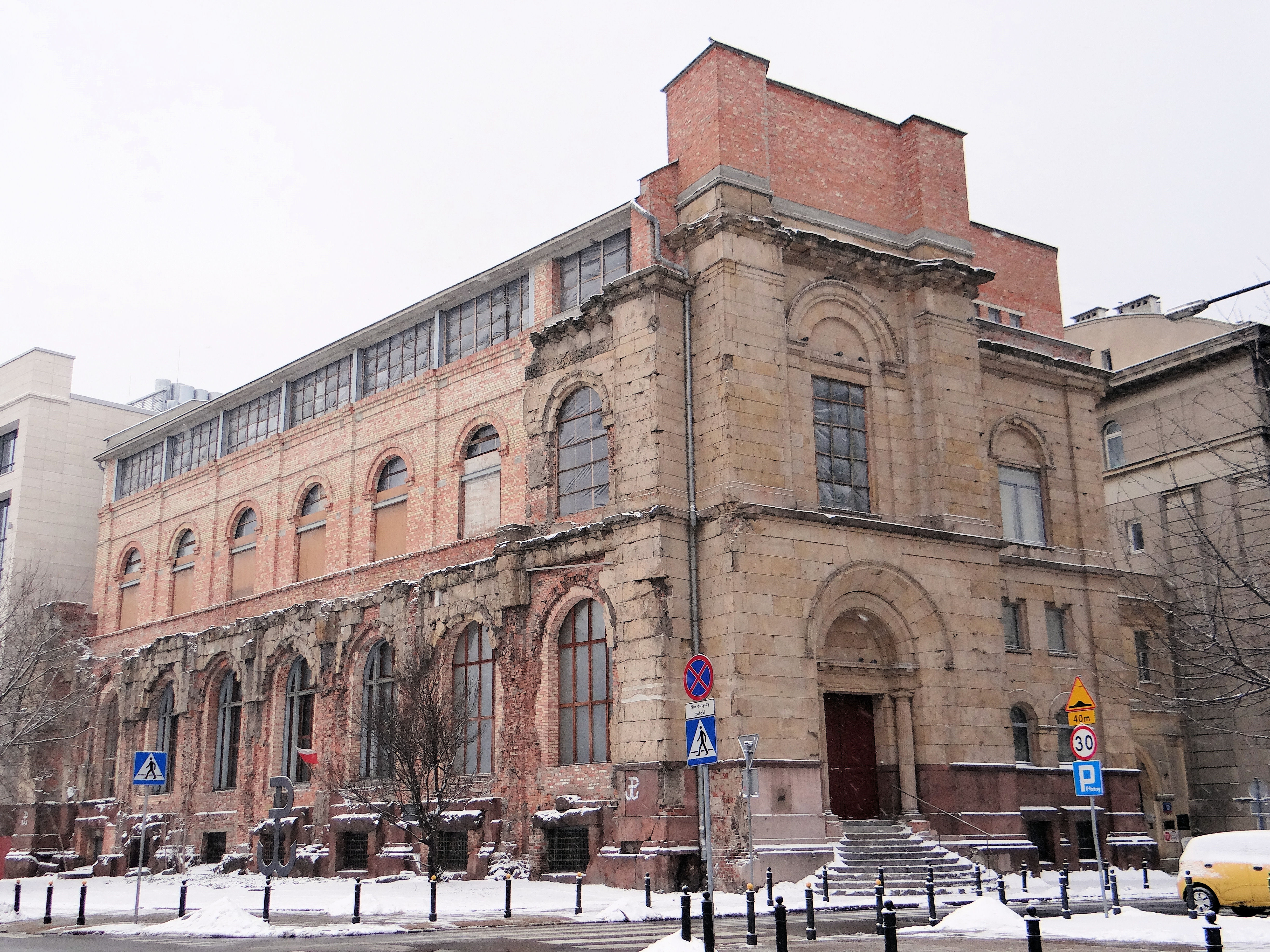
La partie conservée de l'édifice aujourd’hui

## Sources
- (pl) Cet article est partiellement ou en totalité issu de l’article de Wikipédia en polonais intitulé « Ulica Bielańska w Warszawie » (voir la liste des auteurs).